# Паљијароли (Терамо)
Паљијароли (итал. Pagliaroli) је насеље у Италији у округу Терамо, региону Абруцо.
Према процени из 2011. у насељу је живело 71 становника. Насеље се налази на надморској висини од 976 м.